# ئی.لکلرک
ئی. لکلرک (انگلیسی: E.Leclerc) شرکت خرده‌فروشی و فروشگاه زنجیره‌ای فرانسوی است، که در سال ۱۹۴۸ تأسیس شد.